# Huinculsaurus
Huinculsaurus is een geslacht van vleesetende theropode dinosauriërs, behorende tot de Neoceratosauria, dat tijdens het late Krijt leefde in het gebied van het huidige Argentinië. De enige benoemde soort is Huinculsaurus montesi.

## Vondst en naamgeving
Op de vindplaats van Aguada Grande, vijftien kilometer ten zuiden van Plaza Huincul in de provincie Neuquén, werd een stuk wervelkolom gevonden van een kleine theropode. Het werd geprepareerd door Rodolfo Coria en daarna door E. Montes.
In 2020 werd de typesoort Huinculsaurus montesi benoemd en beschreven door Mattia Antonio Baiano, Rodolfo Anibal Coria en Andrea Cau. De gesalchtsnaam verwijst naar de Huinculformatie. De soortaanduiding eert wijlen Eduardo Montes. Omdat de publicatie plaatsvond in een elektronisch tijdschrift waren Life Science Identifiers nodig voor de geldigheid van de naam. Die zijn 2755F487-AD8A-48A0-A16B-4971493F2511 voor het geslacht en E037247D-8C7E-4FCE-BD3E-0BB705ABB2DF voor de soort.
Het holotype, MCF-PVPH-36, is gevonden in een laag gele zandsteen van de Huinculformatie die dateert uit late Cenomanien-Turonien, ruwweg vijfennegentig miljoen jaar oud. Het bestaat uit een gedeeltelijk skelet zonder schedel. Bewaard is gebleven een continue reeks van drie achterste ruggenwervels en twee voorste sacrale wervels. De vondst werd gedaan op tien meter afstand van de locatie waar begin jaren negentig het typespecimen van de verwant Ilokelesia aguadagrandensis was aangetroffen. Tijdens de preparering werden de wervels mechanisch gescheiden. Het betreft een jong exemplaar zoals blijkt uit het niet vergroeid zijn van de wervelbogen.

## Beschrijving

### Grootte en onderscheidende kenmerken
Het holotype is een individu van ongeveer tweeënhalve meter lengte. De volwassen grootte kan nog aanzienlijk hoger hebben gelegen maar het gaat wel om een relatief lichtgebouwd dier.
De beschrijvers wisten enkele onderscheidende kenmerken vast te stellen. Vier daarvan zijn autapomorfieën, unieke afgeleide eigenschappen. Bij de achterste ruggenwervels zijn de gewrichtsfacetten van de voorste gewrichtsuitsteeksel tweemaal langer dan breed. Bij de achterste ruggenwervels is de voorste richel die van het wervellichaam naar de parapofyse, het facet voor de onderste ribkop, loopt sterk ontwikkeld als een uitgebreide zijwaartse beenplaat. Bij de achterste ruggenwervels bevinden zich onder de richel tussen het zijuitsteeksel en het achterste gewrichtsuitsteeksel pneumatische openingen. Het achterste gewrichtsuitsteeksel is naar achteren gericht en loopt in die richting taps toe.
Daarnaast is er een "lokale" autapomorfie, een kenmerk dat niet strikt uniek is maar alleen gedeeld wordt met een vrij verre verwant, i.c. Carnotaurus. De wervelbogen van de achterste ruggenwervels hebben een uitholling tussen de richel die over de onderzijde van het zijuitsteeksel naar het wervellichaam loopt en de parapofyse, welke in tweeën gedeeld wordt door een extra richel.
Problematisch is de mogelijkheid dat het holotype slechts het jong is van Ilokelesia uit dezelfde vindplaats. De beschrijvers wezen op vier verschillen tussen deze taxa. De facetten van de voorste gewrichtsuitsteeksels zijn bij de achterste ruggenwervels lang en smal terwijl ze vierkant zijn bij Ilokelesia. De facetten van de voorste gewrichtsuitsteeksels steken bij de achterste ruggenwervels naar boven en binnen uit en plaats van naar boven en buiten. De voorste richel die van het wervellichaam naar de parapofyse loopt, is naar voren en beneden gericht in plaats van min of meer verticaal. De uitholling tussen de richel die over de onderzijde van het zijuitsteeksel naar het wervellichaam loopt en de parapofyse, in tweeën gedeeld wordt door een extra richel, ontbreekt bij Ilokelesia. Er zijn geen aanwijzingen dat deze verschillen het gevolg zouden kunnen zijn van een leeftijdsverschil: bij verwanten veranderen ze niet tijdens de groei, waarbij echter bedacht moet worden dat niet veel groeireeksen bekend zijn.

### Skelet
Huinculsaurus toont een opvallende combinatie van smalle voorste gewrichtsfacetten op de wervels met relatief hoge voorste gewrichtsuitsteeksels, hoger dan die facetten lang zijn. De smalle facetten zijn op zich basaal, de hoge prezygapofysen juist een afgeleid kenmerk dat Elaphrosaurus mist. Ook de oriëntatie van de facetten, richting middenlijn, is basaal. Hetzelfde geldt voor de bouw van de doornuitsteeksels, laag en smal in zijaanzicht zonder puntjes aan de voorste of achterste boventand. De D-vorm in bovenaanzicht van de haaks uitstaande zijuitsteeksels is typisch abelisauroïde en wijkt af van de driehoek bij Elaphrosaurus. De parapofysen zijn lang en schuin naar voren gericht. Van de richels op de onderzijde van het zijuitsteeksel ligt een grote achterste bijna horizontaal en is de voorste naar voren en beneden gericht. De richel tussen het achterste gewrichtsuitsteeksel en het zijuitsteeksel vormt een holle curve. De achterste gewrichtsuitsteeksels zijn langer dan breed, een basaal kenmerk. De hyposfeen is een vrij hoge omgekeerde kegel.

## Fylogenie
Huinculsaurus werd binnen de Abelisauroidea in de Noasauridae geplaatst, als zustersoort van de Afrikaanse Elaphrosaurus. Dit zou Huinculsaurus verreweg het jongste bekende lid van de Elaphrosaurinae maken. Elaphrosaurus is vijftig miljoen jaar ouder. Gezien de beperkte resten achtten de beschrijvers zelf de nauwe verwantschap met Elaphrosaurus hoogst onzeker maar ze achtten het waarschijnlijk dat het wel om een basale abelisauroïde gaat.